# Gramschatzer Wald
Gramschatzer Wald är ett kommunfritt område i Landkreis Würzburg i Regierungsbezirk Unterfranken i förbundslandet Bayern i Tyskland.